# Ɐ̀
Cette page contient des caractères spéciaux ou non latins. S’ils s’affichent mal (▯, ?, etc.), consultez la page d’aide Unicode.
Le a culbuté accent grave (capitale : Ɐ̀, minuscule : ɐ̀) est une lettre additionnelle qui est utilisée en koalib dans la transcription de Nicolas Quint. Sa forme minuscule est également utilisée par l'alphabet phonétique international.

## Utilisation
En koalib, le a culbuté accent grave est utilisé dans la transcription phonologique de Nicolas Quint dans certains ouvrages publiés depuis 2006.

### Linguistique
Dans l’alphabet phonétique international, le a culbuté et l’accent grave sont utilisés pour représenter une voyelle pré-ouverte centrale et un ton bas.

## Représentation informatique
Le a culbuté accent grave peut être représenté avec les caractères Unicode suivants (Alphabet phonétique international, Diacritiques, Latin étendu C),,
| formes    | représentations | chaînes de caractères | points de code | descriptions                                               |
| --------- | --------------- | --------------------- | -------------- | ---------------------------------------------------------- |
| capitale  | Ɐ̀               | Ɐ◌̀                    | U+2C6F U+0300  | lettre majuscule latine a culbuté diacritique accent grave |
| minuscule | ɐ̀               | ɐ◌̀                    | U+0250 U+0300  | lettre minuscule latine a culbuté diacritique accent grave |